# Maxillaria grandimentum
Maxillaria grandimentum är en orkidéart som beskrevs av Charles Schweinfurth. Maxillaria grandimentum ingår i släktet Maxillaria och familjen orkidéer. Inga underarter finns listade i Catalogue of Life.